# Djamila Bouhired
Djamila Bouhired ( en árabe: جميلة بوحيرد‎), (Argel, junio de 1935) es un activista del Frente de Liberación Nacional (FLN), colaboradora de Yacef Saâdi, jefe de la Zona Autónoma de Argel durante la guerra de Independencia de Argelia. Es una de las seis mujeres condenadas a muerte por actos terroristas durante la Guerra de la Independencia. En 2019 participó en las manifestaciones de 2019 en Argelia reclamando una transición democrática para Argelia. 

## Biografía
Djamila Bouhired nació en junio de 1935 en Argel, en la Argelia francesa, en una familia de clase media de padre argelino y madre tunecina. Fue educada en la escuela francesa.

### Guerra de Argelia

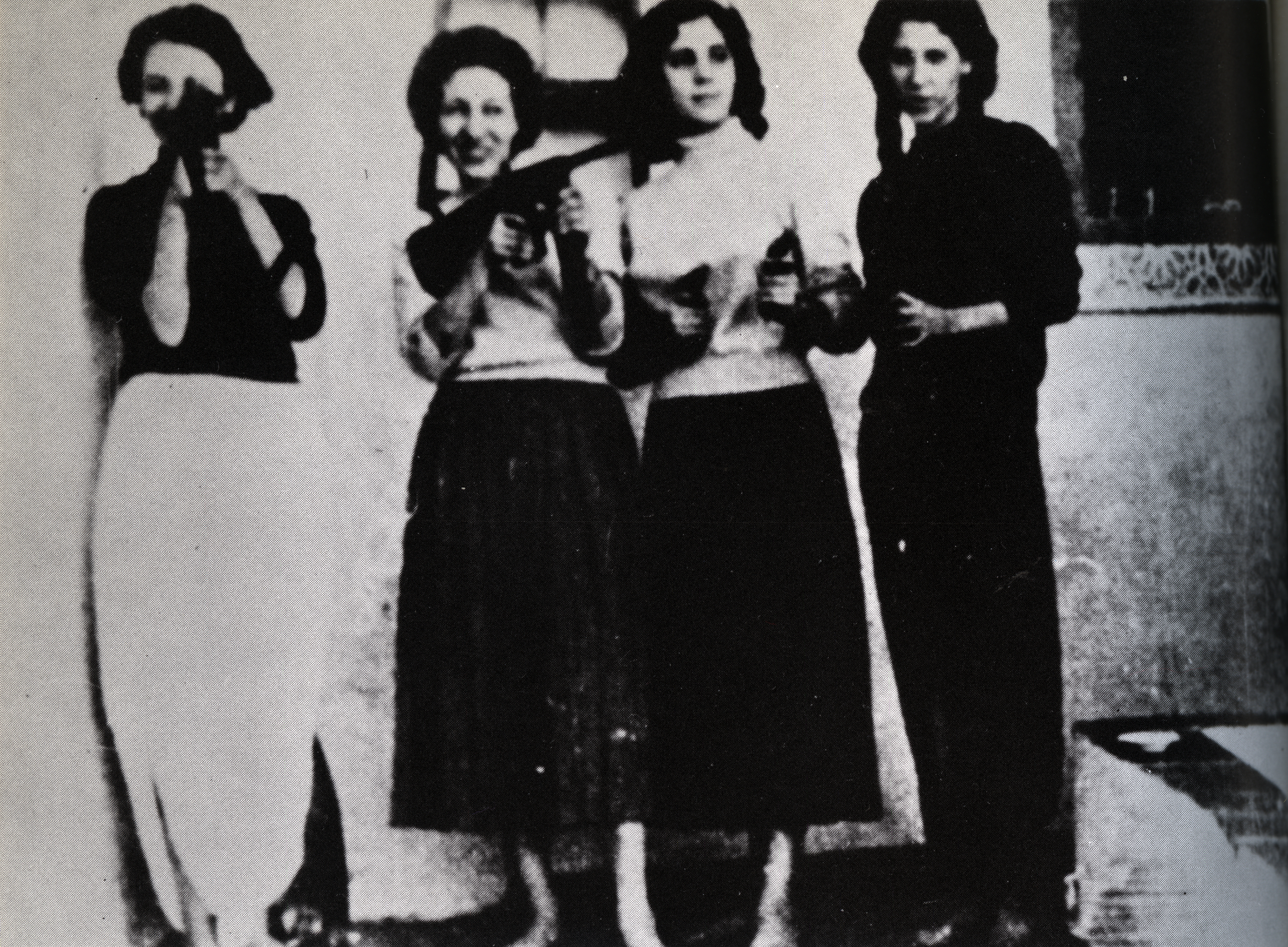
De izquierda a derecha : Samia Lakhdari, Zohra Drif, Djamila Bouhired y Hassiba Ben Bouali

Djamila Bouhired se unió al Frente de Liberación Nacional durante sus años de estudiante. Más tarde trabajó como oficial de enlace, miembro de la "red de bombas" y asistente personal de Yacef Saâdi, jefe de la Zona Autónoma de Argel durante la Batalla de Argel.  El 30 de septiembre de 1956, colocó una bomba que no explotó en la sala de Maurétania, porque la conexión había sido mal llevada a cabo por Rachid Kouache, el pirotécnico. Reclutó a Djamila Bouazza, responsable de la colocación el 26 de enero, en el contexto de una ola de ataques, de una bomba mortal en el café Coq Hardi. También recluta a Zoulikha, responsable del ataque a la rue Colonna-d'Ornano.
El 9 de abril de 1957, fue capturada por la 4 compañía del 9 regimiento de Zouaves del capitán Sirvent (confinado en el palacio Dar es Souf, plaza Henry Klein, Casbah baja) y posteriormente resulta herida por los disparos de Yacef Saadi durante el tiroteo. Fue llevada al hospital Maillot, donde se descubrió que la bala había atravesado el hombro sin tocar la clavícula pero si llegó a los pulmones. Suzanne Massu la visita en el hospital y le pide a su esposo, el general Massu, que la interrogue un oficial de su servicio de inteligencia en lugar de transferirla a un centro de interrogatorio. Al ser portadora de documentos que prueban que está en contacto con Yacef Saadi, los servicios especiales la torturan para hacerle confesar dónde se esconde, pero ella solo entrega direcciones e información sin importancia ya reveladas por los documentos incautados El 17 de abril, fue transferida a la sede de la división de paracaídas del general Massu. El 20 de abril, reveló al capitán Graziani escondrijos que contenían 13 bombas y armas. Acusada por su participación en los ataques, fue condenada a muerte con Djamila Bouazza, el 15 de julio de 1957. La condena dio lugar a una intensa campaña mediática dirigida por Jacques Vergès, su abogado y Georges Arnaud. Escriben un manifiesto, Pour Djamila Bouhired, publicado el mismo año por Éditions de Minuit. Es, con la Question de Henri Alleg, uno de los manifiestos que alerta a la opinión pública sobre los malos tratos y la tortura infligidos por el ejército a los combatientes argelinos. Apoyado por una intensa campaña internacional, finalmente fue perdonada, luego liberada en 1962 en el marco de los acuerdos de Evian.

### Después de la guerra
Tras su liberación, Djamila Bouhired trabajó con Jacques Vergès, con quien se casó en 1965- en Révolution africaine, una revista centrada en las revoluciones nacionalistas africanas. De su matrimonio con Vergès,  tiene dos hijos, Meriem y Liess Vergès.
En noviembre de 2015 se rumoreó su muerte e incluso se llegó a recitar una oración mortuoria (fatiha) en su memoria en el Parlamento tunecino.
El 11 de marzo de 2019  , Djamila Bouhired participó en Argel en la manifestación para protestar contra la nueva candidatura de Abdelaziz Bouteflika en las elecciones presidenciales de previstas para el mes abril. El 19 de abril de 2019  participó en otra manifestación para rechazar el sistema en Argelia y exigir la transición a una segunda república.

## Películas sobre su vida
Su vida fue adaptada al cine por Youssef Chahine en la película Djamilah, estrenada en 1958. Chahine, para encontrarse con ella, viaja a Argelia durante la guerra de independencia, pero no tiene éxito. Su viaje también se menciona en la primera parte de la película El abogado del terror, dedicada a Jacques Vergès. En 2017 en una declaración se opuso a que le dedicaran cualquier nueva película temiendo su instrumentalización por el poder.

## Condecoraciones
- null Primera clase de la orden del Mérito Nacional de Argelia
- null Gran Oficial de la Orden de la República (Túnez).[13]